# Famille d'Acigné
La famille d'Acigné est issue selon Augustin du Paz de Riwallon de Vitré, baron de Vitré, qui cède le territoire d'Acigné en 1010 à son troisième fils Renaud. Plus récemment Frédéric Morvan estime que la maison d'Acigné est issue de Gervais seigneur d'Acigné fils d'André Ier de Vitré et de son épouse Agnès de Mortain.
Le premier château d'Acigné date de cette époque. Le château était appelé en 1240 la Motte d'Acigné. Il sera détruit en 1234 par Pierre Mauclerc, afin de punir Alain II d'Acigné d'avoir pris parti pour Saint Louis contre lui. La seigneurie d'Acigné possédait un droit de haute justice. Châtellenie d'ancienneté, elle est érigée en marquisat en 1609. Elle sera la propriété des barons de Vitré, puis des familles Acigné, Cossé-Brissac, Lambert, seigneurs de la Havardière, Freslon, Talhouët, seigneurs de Bonamour.
Cette famille eut trois branches :
- la branche aînée qui conserva la terre d'Acigné.
- la branche cadette dite de Retz.
- la branche dite de Grand-Bois

## Les branches

### Branche aînée
| Rg  | Nom | Dates               | Titres | Aîné                | Autres enfants |
| --- | --- | ------------------- | --- | ------------------- | --- |
| 1   | Riwallon de Vitré marié à Génergaude (née v.1070)                                                                                                | v.1065 † v.1131     | Baron de Vitré et d'Acigné | Tristan             | Renaud, seigneur d'Acigné, Ymoguen de Vitré et Guillaume, religieux à l'Abbaye de Marmoutier                                        |
| 2   | Renaud d'Acigné | v.1090 † v.1155     | Seigneur d'Acigné | Payen Ier           | |
| 3   | Payen ou Hervé ou Péan Ier d'Acigné | v.1118 † v.1190     | Seigneur d'Acigné |                     | |
| 4   | Geoffroi Ier d'Acigné | v.1155 † v.1207     | Seigneur d'Acigné Vidame de Quimper                                                                                            | Pierre Ier d'Acigné | |
| 5   | Pierre Ier ou Payen ou Péan d'Acigné | né v.1190           | Seigneur d'Acigné | Raoul               | Geffroy II Hervé |
| 61  | Raoul d'Acigné |                     | Seigneur d'Acigné |                     | |
| 62  | Geffroy II d'Acigné |                     | Seigneur d'Acigné | Jean Ier d'Acigné   | |
| 63  | Hervé d'Acigné marié à Maience, religieuse à Saint-Georges de Rennes, fille de Jean de Dol, seigneur de Combourg                                 |                     | | Payen d'Acigné      | |
| 72  | Jean Ier d'Acigné |                     | Seigneur d'Acigné | Geffroy III         | Raoul Robert |
| 8   | Geffroy III d'Acigné |                     | Seigneur d'Acigné | Alain II            | Adam |
| 9   | Alain II d'Acigné |                     | Seigneur d'Acigné | Pierre II d'Acigné  | |
| 10  | Pierre II d'Acigné |                     | Seigneur d'Acigné | Alain III d'Acigné  | |
| 11  | Alain III d'Acigné marié à Mathilde de Montfort                                                                                                  | † 18 octobre 1339   | Seigneur d'Acigné | Pierre III          | |
| 12  | Pierre III d'Acigné | † 21 septembre 1347 | Seigneur d'Acigné | Jean II             | Pierre, seigneur de Merargues |
| 13  | Jean II d'Acigné marié à Jeanne, dame de La Lande                                                                                                | † 8 novembre 1421   | Seigneur d'Acigné | Jean                | |
| 14  | Jean d'Acigné marié à Marie (v.1362 † 10 juillet 1388), fille de Raoul II de Coëtquen (v.1345 † 1390), seigneur de Coëtquen, gouverneur de Redon | † 3 août 1403       | Seigneur de La Lande | Jean III            | Pierre IV |
| 151 | Jean III d'Acigné marié le 31 mai 1408 à Jeanne (née v.1390), dame de Fontenay                                                                   | v.1380 † 1410       | Seigneur d'Acigné et de La Lande, Maître d'hôtel du Duc de Bretagne                                                            | Jean IV             | Marie, mariée vers 1420 à Pierre de Vendôme, seigneur de Segré.                                                                     |
| 152 | Pierre IV | né v.1382           | Seigneur d'Acigné, vicomte de Reillanne baron de Meyrargues et de Grimaud, seigneur de Boisjoli, de Frainet et de Saint-Tropez |                     | |
| 16  | Jean IV d'Acigné marié à Catherine de Châteaugiron-Malestroit (v.1395 † 13 novembre 1434)                                                        | 1409 † 1462         | Seigneur d'Acigné et de Fontenay                                                                                               | Jean V              | Pierre, seigneur de Fontenay Amaury ( † 23 février 1477), évêque de Nantes (1462-1477) Guillaume, évêque de Nantes après son frère, |
| 1   | |                     | |                     | |
| 1   | |                     | |                     | |
| 1   | |                     | |                     | |

- Jean V d'Acigné (vers 1430 † 1497, inhumé au couvent des Cordeliers de Rennes), seigneur d'Acigné et de Cordemais, Chambellan du duc de Bretagne,
marié à Béatrice (vers 1432 † 1501), fille de Jean de Rostrenen (1407 † après 1479), chambellan de Bretagne, dont :
Jean VI, seigneur d'Acigné,
Pierre, seigneur de Fontenay,
Guillaume (né vers 1460), seigneur de La Villemario en Saint-Quay-Portrieux et de la Roche-Jagu,
marié le 13 mars 1494 à Françoise Péan (1472 † 14 janvier 1555), dame de la Roche-Jagu, dont :
Jacques, seigneur de la Roche-Jagu et de Grand-Bois en Landebaëron, tige de la Branche de Grand-Bois, Capitaine de l'arrière banc de Tréguier,
Charles ( † après 1543), Capitaine de l'arrière banc de Tréguier le 12 mai 1543,
Louis ( † 15 février 1541 - Nantes), évêque de Nantes et abbé de l'Abbaye Notre-Dame du Relecq,
Pierre, chanoine  et trésorier à la cathédrale Notre-Dame de Nantes et à celle de Rennes,
Jean,
François,
Marie,
Marguerite ( † 11 août 1553),
mariée à François Thierry ( † 1549), écuyer, seigneur de La Prévalaye,
Guillemette,
mariée à Jean IV Gautron, seigneur du Plessis Gautron et  Macey,
- Jean VI d'Acigné (vers 1452 † 8 septembre 1525, inhumé au couvent des Cordeliers (Rennes)), seigneur d'Acigné, de La Lande, de Fontenay, et de Loyat,
marié en 1487 à Gillette de Coëtmen (vers 1465 † 22 décembre 1516), baronne héritière de Coëtmen, vicomtesse de Tonquédec, dame de Landegonnec, de Goudelin, de Lézerec, du Chef-du-Pont et de Plestin, dont :
Jean VII, seigneur d'Acigné, baron de Coëtmen,
Pierre, seigneur de Fontenay, mort jeune,
Marie ( † 1558),
mariée en 1525 à Jean VIII de Créquy (vers 1498 † après 1554), seigneur de Créquy, de Fressin, et de Canaples,
"Gillette" ou Julienne d'Acigné (née vers 1495), dame douairière de Rosampoul,
mariée à Julien de Kerloaguen (vers 1499 † assassiné en 1529 par le sieur de Québriac), chevalier, puis,
mariée le 18 juin 1530 à Marc-Pierre de Carné (vers 1494 † 15 juin 1553 à Brest), gouverneur de Brest,
- Jean VII d'Acigné (vers 1490 † 19 mars 1539, inhumé à l'église Saint-François (Rennes)), seigneur d'Acigné, baron de Coëtmen, vicomte de Tonquédec, seigneur de Landegonnec, de Goudelin, de Lézerec, du Chef-du-Pont, de Plestin et de Renac, lieutenant-général du roi en Bretagne,
marié à Anne de Mont(e)jean († mai 1562), sœur héritière du maréchal de Montjean, dame de Montejean, vicomtesse de La Bellière, héritière de Malestroit, dame de Combourg et de Châtel-Oger, dont :
Jean VIII, seigneur d'Acigné et de Châtel-Oger,
François d'Acigné ( † Tué la 30 octobre 1569 - Bataille de Moncontour, Poitou), seigneur de Montejean,
marié à Anne de Montbourcher,
Claude (1524 † après le 8 juillet 1555), vicomtesse de La Bellière,
mariée à Claude du Chastel (vers 1524 † après le 8 juillet 1555), seigneur de Coëtivy, puis,
mariée à Amaury III Goyon (vers 1523 † après le 21 octobre 1582), seigneur de La Moussaye, Chevalier de l'ordre de Saint Michel,
Philippe, dite Philippette ( † 1615), comtesse de Combourg,
mariée en 1553 à Jean IV de Coëtquen ( † 29 juin 1604), marquis de Coëtquen, baron du Vauruffier, gouverneur et capitaine des ville et château de Saint-Malo, chevalier de l'ordre du roi et chevalier des ordres du Roi,
- Jean VIII d'Acigné (vers 1525 † 7 décembre 1573), seigneur d'Acigné et de Châtel-Oger, baron de Montejean, et de Malestroit, de Fontenay, de Guer, de La Lande des Huguetières, des Chauvières et de Loyat, baron de Coëtmen, vicomte de Tonquédec, seigneur de Landegonnec, de Goudelin, de Lézerec, du Chef-du-Pont, de Plestin et de Renac, seigneur de Châteaugiron, Gentilhomme ordinaire de la chambre du Roi, capitaine de cinquante hommes d'armes de ses ordonnances,
marié en 1560 à Jeanne du Plessis (vers 1547 † après 1580), dame de La Bruslière, de La Bourgonnière et de Beaupréau (remariée, veuve, à Georges Ier (François) de Vaudrey-Saint-Phal, bailli de Troyes, d'origine comtoise et champenoise : d'où Charles et Georges (II) de Vaudrey de St-Phal, demi-frères utérins de Judith d'Acigné), dont :
Judith, dame héritière d'Acigné,
- Judith d'Acigné (vers 1565 † 11 janvier 1598), dame héritière d'Acigné et de Renac, héritière de Malestroit et de Châteaugiron et de Landegonnec, baronne de Coëtmen et de Sillé-le-Guillaume,
mariée le 12 septembre 1579 à Charles II de Cossé[8]. (1562- Château d'Ételan † 1626-  Pouancé)[9], 1er duc de Brissac, baron de Malestroit et de Châteaugiron, colonel de douze vieilles bandes d'infanterie, qui prirent le nom de Brissac, gouverneur du château d'Angers, puis du Poitou, de La Rochelle, d'Aunis et de l'île de Ré, pour la ligue, Maréchal de France, chevalier des ordres du roi, duc et pair en 1611, lieutenant général et gouverneur de Bretagne,

### Branche deSalernes
La famille d'Agnel de Bourbon d'Acigné se prétend issue des familles d'Acigné, de Bourbon et d'Enghien depuis le 12 juin 1772, mais cela est contesté par le Dictionnaire des Familles françaises anciennes ou notables à la fin du XIXe siècle et par le simili-nobiliaire français. L’état civil de cette famille a été rectifié par les jugements rendus le 14 février et 21 novembre 1901.
La filiation qui suit est une pure fiction, Pierre d'Acigné et Hélène d'Enghien n'ayant eu aucune descendance. 
François Agnel, originaire de Salernes (Var), peintre en faïence à Varages (Var), est l'auteur d'un mémoire présenté en 1772, par lequel il fait descendre sa famille de Pierre d'Acigné et Hélène d'Enghein, en s'appuyant sur une série de titres falsifiés. Ces faux souvent grossiers ont été établis avec l'aide de l'abbé d'Héran, alors curé de Salernes, détenteurs des registres paroissiaux, dont les originaux ont été falsifiés et des notaires de l'époque, tous apparentés à la famille Agnel. Dès lors cette branche de la famille Agnel prend le nom d'Agnel-Bourbon ou d'Agnel de Bourbon. Leur état-civil a été modifié en d'Agnel de Bourbon d'Acigné, grâce à la bienveillance du juge au tribunal de première instance de Draguignan, ami de la famille, en 1901.
Certains des titres présentés en 1772 ont même été revus par la suite, soit pour en corriger les incohérences soit pour compléter une filiation déjà totalement fantaisiste. Cette "généalogie" a été publiée en 1856 dans l'Armorial de la Noblesse de France de M. d'Auriac, recueil bien connu pour ses généalogies chimériques.
| Rg | Nom                                                                            | Dates      | Titres | Héritier        | Autres enfants                                                                |
| -- | ------------------------------------------------------------------------------ | ---------- | --- | --------------- | ----------------------------------------------------------------------------- |
| 1  | Pierre IV d'Acigné marié à Hélène, fille de Louis d'Enghien, comte de Brienne  | v.1382 à ? | Vicomte de Reillanne Baron de Meyrargues et de Grimaud Seigneur de Boisjoli, de Frainet et de Saint-Tropez | Antoine Ier     | Une fille, mariée à Etienne d'Agout. Urbane, mariée à Emmanuel de Vintimille. |
| 2  | Antoine Ier d'Acigné marié à Marguerite de Vintimille                          |            | Seigneur de Salernes, de Sillans et de Riez                                                                | Honoré          | Antoine II Jean Louis Marguerite                                              |
| 3  | Honoré d'Acigné marié à Diane d'Adhemar                                        |            | Seigneur de Salernes, de Sillans et de Riez                                                                | Gaspard Ier     | Antoine III Jean II                                                           |
| 4  | Gaspard Ier d'Acigné marié à Honorée († 1525), fille de François de Castellane | † 1518     | Seigneur de Salernes, de Sillans et de Riez                                                                | Antoine IV      | Honoré II Honorée                                                             |
| 5  | Antoine IV d'Acigné marié à Honorée († 1549) , fille de Jean de Denandolx      | † 1545     | Seigneur d'Acigné, de Salernes, de Sillans et de Riez                                                      | Antoine V       |                                                                               |
| 6  | Antoine V marié à Antoinette, fille de Louis de Sabran                         | † 1562     | Seigneur de Salernes, de Sillans et de Riez                                                                | Augustin        |                                                                               |
| 7  | Augustin d'Acigné marié à Diane, fille de Balthazar de Castellane              | † 1635     | Seigneur de Salernes, de Sillans et de Riez                                                                | Gaspard II      | Gaspard III Antoine VI François                                               |
| 81 | Gaspard II d'Acigné marié à Marguerite de Froissard                            |            | Seigneur de La Javie et de Riez                                                                            | Guillaume       |                                                                               |
| 82 | Gaspard III marié à Anne Barnette                                              |            | |                 | Jean III Guillaume II,                                                        |
| 9  | Guillaume d'Acigné marié à Honorée, fille de Joseph Guigonis                   | † 1707     | Seigneur de La Javie et de Riez                                                                            | Jean IV         | Pierre Antoine VII Jean V.                                                    |
| 10 | Jean IV marié à Anne Renoux                                                    |            | Seigneur de La Javie et de Riez                                                                            | Joseph d'Acigné | Jean V Catherine Madeleine                                                    |
| 11 | Joseph d'Acigné marié à Françoise Pisan                                        |            | Seigneur de La Javie et de Riez                                                                            |                 |                                                                               |

### Branchede Grand-Bois
- Jacques d'Acigné de Grand-Bois, seigneur de la Roche-Jagu et de Grand-Bois en Landebaëron, tige de la Branche de Grand-Bois, Capitaine de l'arrière banc de Tréguier,
marié le 24 juin 1524 à Françoise Chesnel, dame de La Ballue, dont :
Louis, seigneur de la Roche-Jagu,
Marguerite (née vers 1528), mariée à Gilles de Couvran ( † 1575), baron de Sacé,
- Louis d'Acigné de Grand-Bois (vers 1525 † 1591), seigneur de la Roche-Jagu et de La Ballue, du Plessis-Plorec, de Troguindy, comte de Grand-Bois, Chevalier de l'ordre du Roi,
marié en 1559 à Erquy à Claude de Plorec (vers 1535 † avant 1579), dame du Plessis-Plorec, dont :
Jean, baron de la Roche-Jagu,
Claude ( † 1602), dame du Plessis-Plorec,
mariée à François du Breil de Rays (1563 † 15 mars 1636 à Ploubalay), gouverneur du Château du Guildo,
Renée,
mariée à Louis (vers 1569 † 27 mars 1638 à Plouguiel), seigneur de Lezhildry, sans postérité,
Elizabeth, dame de Launay,
mariée en juillet 1585 à Claude de Névez ( † 1597), gouverneur de Quimper,
Anne,
mariée au seigneur de Goësbriand,
- Jean d'Acigné de Grand-Bois ( † 28 septembre 1619), baron de Grand-Bois de la Roche-Jagu et du Plessis, Gentillhomme ordinaire de la chambre du Roi, Chevalier de l'ordre du Roi,
marié à Jeanne de Bueil ( † 8 octobre 1622 ; cf. l'article Jean IV et La Motte-Sonzay), dont :
Jacques, mort jeune,
Honorat, seigneur de Botloy,
Jean, seigneur de La Touche, de Carnavallet, de Coatguennou et de Noyen
marié en 1618 à Marguerite Fleuriot (1592 † 1668), dame de Noyen, de Carnavallet, de Kernabat, de Coatanlan-Kerjanegan, dont :
Jean, seigneur de Carnavallet,
marié en 1634 à une dame marguerite du Fresnay, dame de La Roche-Huon,
Claude ( † après 1677), seigneur de Kernabat, Gouverneur de Brouage,
marié vers 1677 à Françoise Badin ou Bodin, sans postérité,
Charles (né vers 1625), chevalier, seigneur de Carnavalet et de Kernabat (ou Kernabal),
marié en à Anne Botherel de La Villeneuve, dont :
Jean, marquis de Carnavallet, 
marié vers 1690 à Marie-Gabrielle de Lescu ( † vers 1705), dame de La Mancelière,
marié le 8 août 1709 à Mauricette sebastienne Fleuriot dame de l'angle,
marié en 1715 à Jeanne Marie de Larlan de Rochefort (1684 † 1720),
Marguerite,
mariée le 26 novembre 1682 à Jean-Baptiste de Penfentenyo[12] (vers 1655 † 1701), chevalier, seigneur de Kervéréguen, de Pontual et de Kerandraon, Lieutenant au Régiment de Picardie,
Jeanne Jacqueline,
mariée en 1646 à Roland Le Gualès, seigneur de Mézaubran et de Kerivoallan, Chevalier de l'ordre du Roi,
Anne,
mariée le 6 février 1602 à Claude, seigneur de Kerjoly, de Kergoët, de Chef-du-Bois, de La Boissière-Edern, de Minguionet, et de Coëtqueveran, vicomte de Lesmaes,
- Honorat d'Acigné de Grand-Bois ( † avant 1685 à Lézarde), comte de Grand-Bois et de la Roche-Jagu, seigneur de Botloy,
marié à Jacqueline de Laval-Lezay, dont :
Honorat-Auguste, comte de Grand-Bois,
marié à Renée de Keraldanet, dont :
Anne-Marie, comtesse héritière de Grand-Bois,
mariée à son oncle Jean-Léonard, comte d'Acigné,
Jean,
Jean-Léonard, comte d'Acigné,
Gilles, abbé d'Acigné,
François, chevalier de l'ordre de Saint-Jean de Jérusalem[réf. nécessaire],
Anne,
mariée à Louis du Bellay,
marié à Marguerite de Coëtnempren,
- Jean-Léonard d'Acigné de Grand-Bois (1617 † 3 mai 1703), comte d'Acigné, chevalier de l'ordre de Saint-Michel,
marié à sa nièce Anne-Marie, comtesse héritière de Grand-Bois en Landebaëron, dont :
Anne-Marguerite ( † avant 1702), comtesse héritière de Grand-Bois et de la Roche-Jagu,
mariée le 30 juillet 1684 à Armand-Jean Vignerot du Plessis de Richelieu (3 octobre 1629 - Le Havre de Grâce † 10 mai 1715 - en son hôtel parisien), 2e duc de Richelieu, duc de Fronsac, vicomte du Faou, baron du Pont-l'Abbé,

## Titres
Seigneurs
- Seigneurs d'Acigné
- Seigneurs de Combourg
- Seigneurs de Malestroit
- Seigneurs de Châteaugiron
- Seigneurs de Coëtmen
- Seigneurs de la Roche-Jagu
- Seigneurs de Fontenay
- Seigneurs de Tonquédec,

Au service du duc de Bretagne
- Maîtres d'hôtel du duc de Bretagne
- Chambellans du duc de Bretagne
- Gentilshommes ordinaires de la chambre du roi

Au service du roi de France
- Lieutenant-général du roi en Bretagne
- Capitaine de cinquante hommes d'armes des ordonnances du roi

Ordre de chevalerie
- Chevaliers de l'ordre du roi

En religion
- Évêques de Nantes

## Blason
| Image | Armes de la famille d'Acigné. |
| ----- | --- |
|       | Famille d'Acigné Sceau de Jean Ier d'Acigné en 1397 : D'hermine à la fasce de gueules chargée de trois fleurs de lis., Supports : deux hommes sauvages nus. |
|       | On trouve également : D’hermine à la fasce alésée de gueules chargée de trois fleurs de lys d’or.'                                                          |

### Villes
Les armes de la famille d'Acigné ont également été reprises par les villes de :
| Figure | Nom de la ville et blasonnement                                                                      |
| ------ | --- |
|        | Acigné D'hermine à la fasce de gueules chargée de trois fleurs de lis.                               |
|        | La Chapelle-Heulin D'hermine à la fasce alésée de gueules chargée d'une fleur de lys d'or.           |
|        | Saint-Étienne-de-Montluc D’hermine à la fasce alésée de gueules chargée de trois fleurs de lys d’or. |

## Châteaux, seigneuries, terres

### Châteaux
- Château de la Roche-Jagu,
- Château de Fontenay, Chartres-de-Bretagne,
- Château de Tonquédec,

### Terres
Les membres de la famille d'Acigné furent teneurs des fiefs suivants :
Comtes de
- Combourg

Vicomtes de
- La Bellière (paroisse de Pleudihen)
- Quemper-Guézennec
- Tonquédec

Barons de
- Coëtmen
- Châteaugrion

Seigneurs de
- Botloy
- Lézardrieux
- Keruzec
- Keraldanet
- Rouazle
- La Roche-Jagu
- Launay
- Malestroit

## Sources et bibliographie
- René Couffon, Le château de la Roche-Jagu, MSECN, 1968, t. XCVI, p. 35-53,
- Jérôme Floury & Eric Lorant, Catalogue généalogique de la Noblesse bretonne, d'après la réformation de la noblesse 1668-1672 et les arrêts de l'Intendance du Conseil et du Parlement, 2000, III t.,
- Vulson de La Colombiere, 1644
- Comtesse du Laz, La baronnie du Faouët, 1892, 57 p.
- Valentine de Penfentenyo, Une très ancienne famille de Bretagne, les Penfentenyo, 1990, 179 p.
- Malcolm Walsby, The Counts of Laval : Culture, Patronage and Religion in Fifteenth-and Sixteenth-Century France, 2007, 220 p.,
- Barthélemy Pocquet du Haut-Jusse, Malestroit en Italie et l'Autonomie fiscale du Clergé breton, MSHAB, 1926, t. VII, première partie, p. 61-90
- Anatole de Barthélemy, Généalogie historique des sires de Coëtmen, vicomte de Tonquedec en Bretagne, Revue Historique, Nobiliaire et Biographique, 1865, t. III, p. 303-309, 362-370,